# Northolme
Northolme var en civil parish fram till 1888 då den blev en del av Wainfleet All Saints, i grevskapet Lincolnshire, i England. Civil parish var belägen 9 km från Grantham och hade 201 invånare år 1881.